# Mazda RX-7
De Mazda RX-7 (ook wel: Savanna en Efini RX-7) is een sportwagen gemaakt door de Japanse autobouwer Mazda.

## Geschiedenis
De eerste versie van de RX-7 verscheen in 1978. Het was een betaalbare sportwagen in dezelfde klasse als de Datsun 280Z. De auto had een wankelmotor met twee schijven. Het was een directe opvolger van de Mazda RX-3. Deze RX-7 heeft de fabriekbenummering SA22C. De eerste generatie had de 12A motor die 105 pk sterk is, met 573cc per rotor. Vanaf 1981 werd de motor herzien en steeg het vermogen naar 117pk.
In 1986 verscheen de tweede generatie, ook uitgerust met een wankelmotor, alleen ditmaal de 13B met 654cc per rotor, 1308cc dus. Deze heeft de fabriekbenummering FC3S. De eerste generatie had 150 pk zonder turbo en de latere versie die verscheen in 1987 met turbo had 185 pk.
De derde generatie (FD3S) verscheen in 1992. De auto is tot 2002 geproduceerd. Dit model is tot en met 1994 in Nederland te koop geweest.De auto's na 1994 waren voor de Japanse, Amerikaanse en Engelse markt.

## Mazda RX-7 in populaire cultuur
De Mazda RX-7 komt meermaals voor in films zoals The Fast and the Furious (deel 1, 2 en 3). In de anime-serie Initial D spelen 2 Rx-7's ook een rol.

## Technische gegevens

### Mazda RX-7 Turbo (bouwjaar 1986 tot 1989)
- Motor: voorin in lengterichting geplaatste Wankelmotor met turbo, aandrijving op de achterwielen
- Motorinhoud: 1308 cc
- Vermogen: 185 pk
- Versnellingsbak: handgeschakelde 5-bak
- Remmen: schijven rondom
- Topsnelheid: 238 km/u
- Acceleratie: 0–100 km/u in 7,1 s

### Mazda RX-7 FC (bouwjaar 1989 tot 1991)
- Motor: voorin in lengterichting geplaatste Wankelmotor met turbo, aandrijving op de achterwielen
- Motorinhoud: 1308 cc
- Vermogen: 200 pk
- Versnellingsbak: handgeschakelde 5-bak
- Remmen: schijven rondom
- Topsnelheid: 242 km/u
- Acceleratie: 0–100 km/u in 6,2 s

### Mazda RX-7 FD3S Twin Turbo (bouwjaar 1991 tot 2002)
- Motor: voorin in lengterichting (achter de vooras) geplaatste Wankelmotor met twee sequentieel geschakelde Hitachi turbo's, aandrijving op de achterwielen
- Motorinhoud: 1308 cc
- Vermogen: 255 pk
- Versnellingsbak: handgeschakelde 5-bak
- Remmen: schijven
- Topsnelheid: 250 km/u (afgeregeld)
- Acceleratie: 0–100 km/u in 5,3 s